# Koroužné
Koroužné är en ort i Tjeckien.   Den ligger i regionen Vysočina, i den östra delen av landet, 150 km öster om huvudstaden Prag. Koroužné ligger 357 meter över havet och antalet invånare är 271.
Terrängen runt Koroužné är varierad. Koroužné ligger nere i en dal.Runt Koroužné är det ganska tätbefolkat, med 78 invånare per kvadratkilometer. Närmaste större samhälle är Bystřice nad Pernštejnem, 6,2 km väster om Koroužné. I omgivningarna runt Koroužné växer i huvudsak blandskog.